# Несовременная страна. Россия в мире XXI века
«Несовременная страна. Россия в мире XXI века» — книга российского экономиста и социолога Владислава Иноземцева.
Сам автор называет свою книгу попыткой оценить, «с какого рубежа стране придется начинать, если она все же попытается вписаться в современный мир».

## Содержание
В первой главе книги Иноземцев обращается к истории России с момента зарождения государственности и размышляет об особой идентичности страны в мире, её обособленности и противопоставлении остальному миру. Исследователь выделяет три основные черты, определившие особую идентичность России. Первой уникальной чертой, по мнению автора, является непрерывный процесс социального и технологического заимствования с последующим опережением «учителей». Второй уникальной чертой Иноземцев считает специфическую имперскую структуру России, камуфлируемую сменяющимися идеологиями. Третья историческая особенность России, которую выделяет автор, — уникальная политическая надстройка в виде «государства» — обезличенная сущность, в равной степени враждебная как внешнему миру, так и собственному народу.
Во второй главе автор разбирает авторитарность российского государства, рассуждая о её месте в современном мире, в котором превалирует почти всеобщая убеждённость в преимуществах демократии и либеральное отношение к правам человека. Рассматривая причины российского авторитаризма (по мнению автора книги, определение современной России как демократии совершенно безосновательно), Иноземцев разбирает и причины невозможности появления в России либеральной демократии. Автор приводит ряд примеров, доводов и утверждений, на основании которых строятся его утверждения о том, что Россия в нынешнем виде не может быть названа демократической страной.
Третья и четвёртая главы книги посвящены экономике России. Автор убеждён, что естественное развитие экономики не сможет обеспечить политическую и идеологическую модернизацию российского общества. Иноземцев обращает внимание читателей на такие особенности экономики России, как её сырьевая направленность, неэффективность российской хозяйственной модели и коррупция. Автор много размышляет о необходимости модернизации и приводит массу доводов, почему такая модернизация сейчас не представляется возможной.
В пятой главе автор критикует социальную политику государства, называя её несовременной. Иноземцев продолжает сравнивать социальную политику России с достижениями развитых стран, обращая внимание на достижения современного мира в улучшении качества жизни и свобод граждан многих стран. Говоря о России, исследователь вспоминает предпринимаемые государством шаги по ликвидации даже минимальных существовавших гарантий граждан. По мнению писателя, именно в этих тенденциях наиболее выпукло проявляется архаичность российского общества.
Шестая глава посвящена критике концепции русского мира. Иноземцев считает, что с момента возникновения этого термина в политико-идеологическом значении ещё в 1870-х, этот концепт «прочно занял своё место в арсенале реакционеров, стремившихся максимально отдалить Россию от европейского пути, но при этом никогда не преуспевавших в обеспечении её устойчивого развития».
Заключительная глава книги «Аномалии внешней политики» описывает видение автором поведение России на международной арене. Называя внешнюю политику России несовременной, Иноземцев ставит ей в укор двойные стандарты, растущую агрессивность, вопиющую непоследовательность и искусную ложь. Основываясь на своих выводах, автор выдвигает мнение, что происходящее в последние годы во внешней политике можно считать ввязыванием страны в новую Холодную войну.

## Отзывы
Основатель фонда «Династия» и соучредитель премии «Просветитель» Дмитрий Зимин высоко оценил достоинства книги, назвав её «потрясающей» и отдельно отметив глубину анализа, страстность и ясность изложения, а также остроту мысли. Российский общественный деятель Елена Немировская называет «Несовременную страну» одним из актуальных блоков знания, которое «необходимо для понимания сегодняшней
России и для её выхода из утомительной несовременности». Дипломат Анатолий Адамишин оценил огромный исходный материал, аккумулированный в книге. Адамишин ставит работу Иноземцева в противовес равнодушному академизму. Польский общественный деятель Адам Михник назвал книгу Иноземцева чётким и убедительным «фотоснимком» страны. По его мнению, в России Владимира Путина нет места оппозиции — «тут можно встретить только современных диссидентов». Однако Михник считает, что надежда на изменения не потеряна, когда в России есть исследователи, подобные Иноземцеву. Российский политолог Игорь Минтусов называет Иноземцева одним из наиболее ярких социальных мыслителей и глубоких аналитиков современной России, а его книгу «интеллектуальным бестселлером для тех читателей, которые хотят
понять, почему Россия идёт туда, куда она идёт».
В 2018 году книга попала в шорт-лист премии «Просветитель» в категории «Гуманитарные науки».